# TacSat

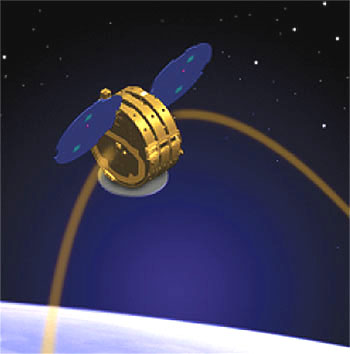
TacSat-1

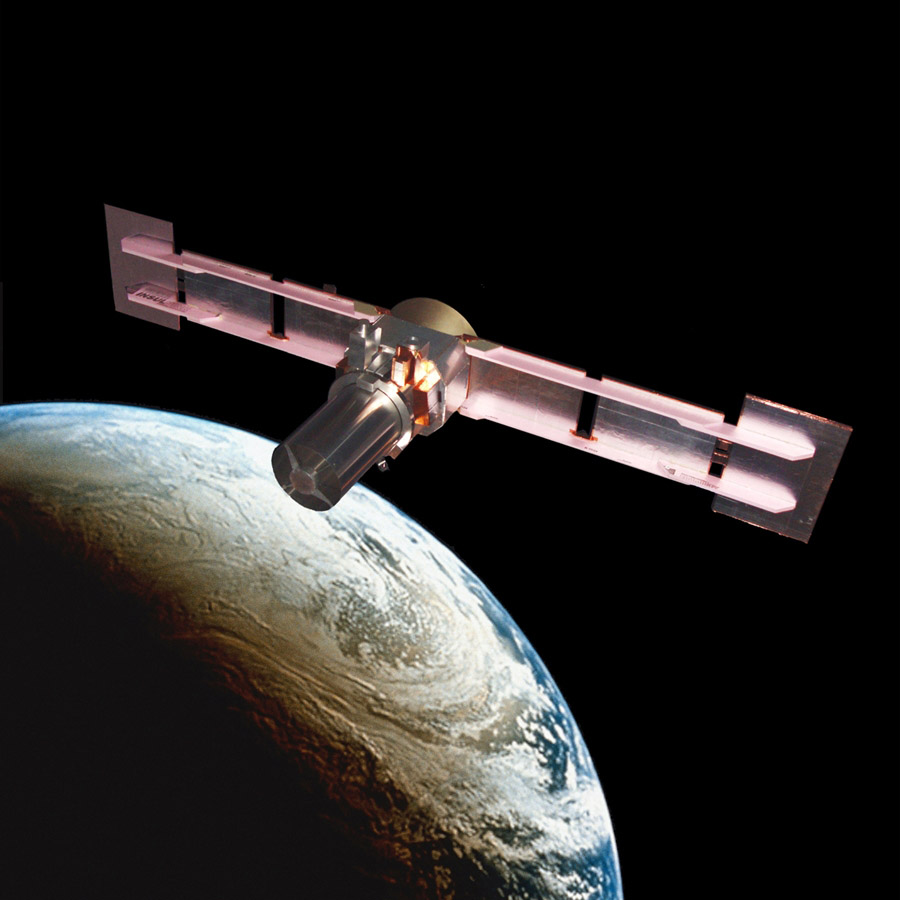
TacSat-2

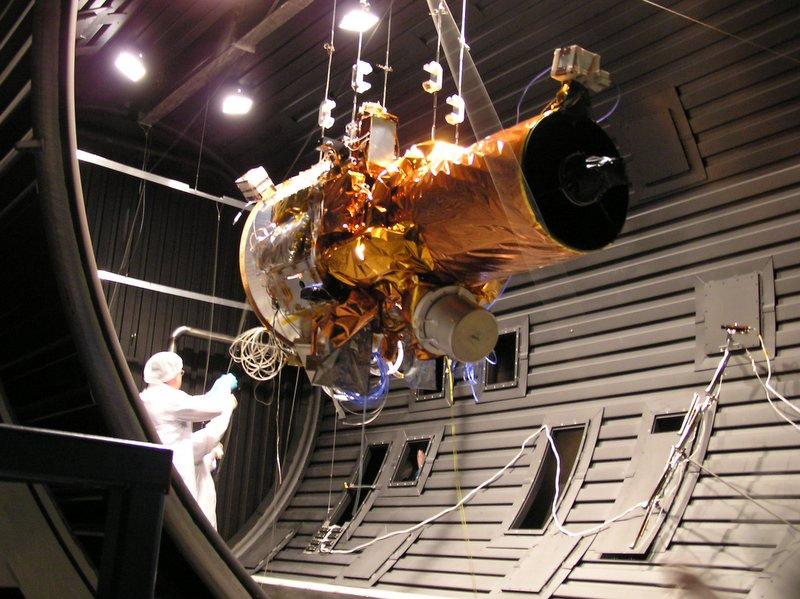
TacSat 2 im Mai 2006

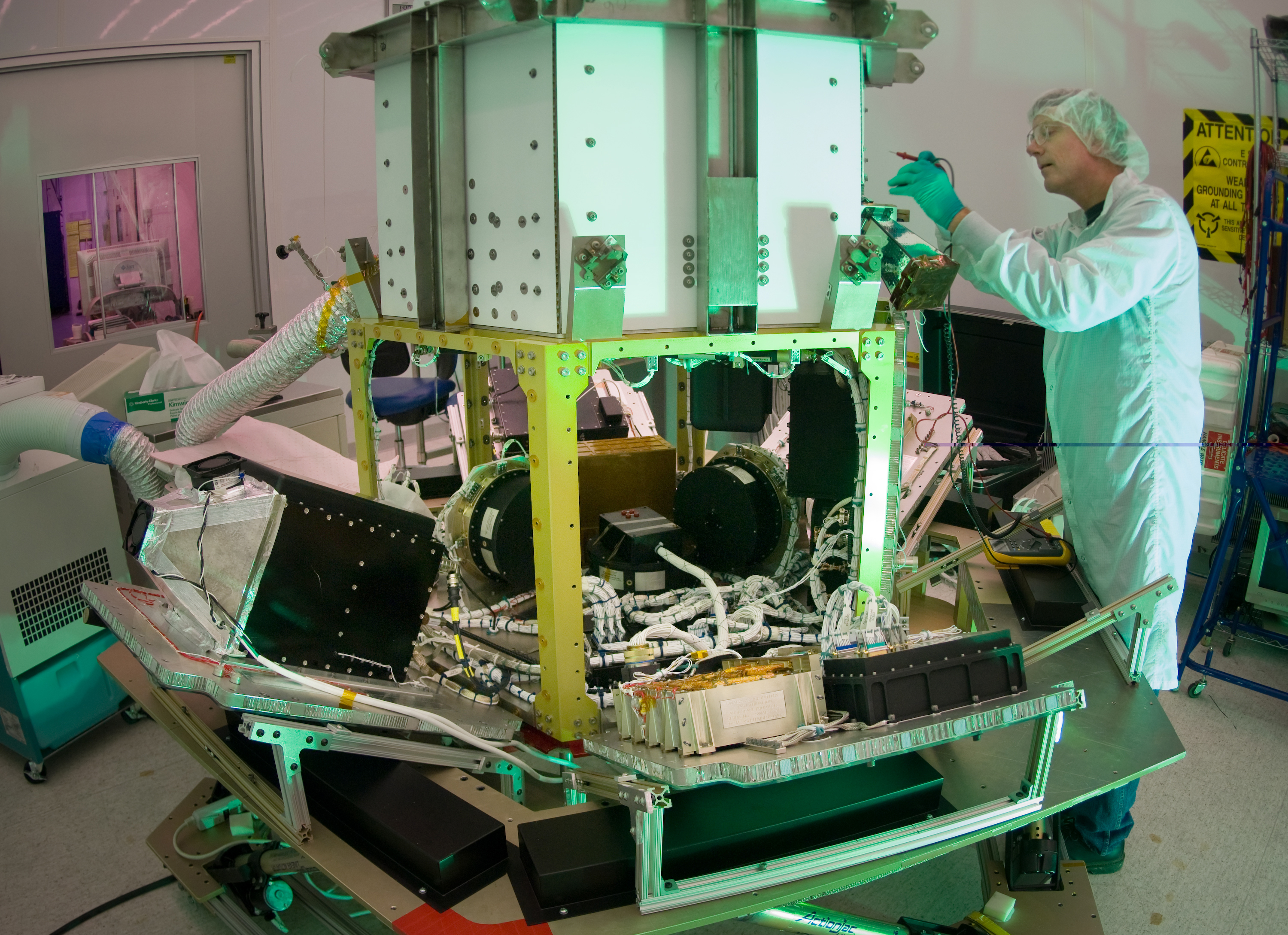
TacSat-3 auf dem Prüfstand

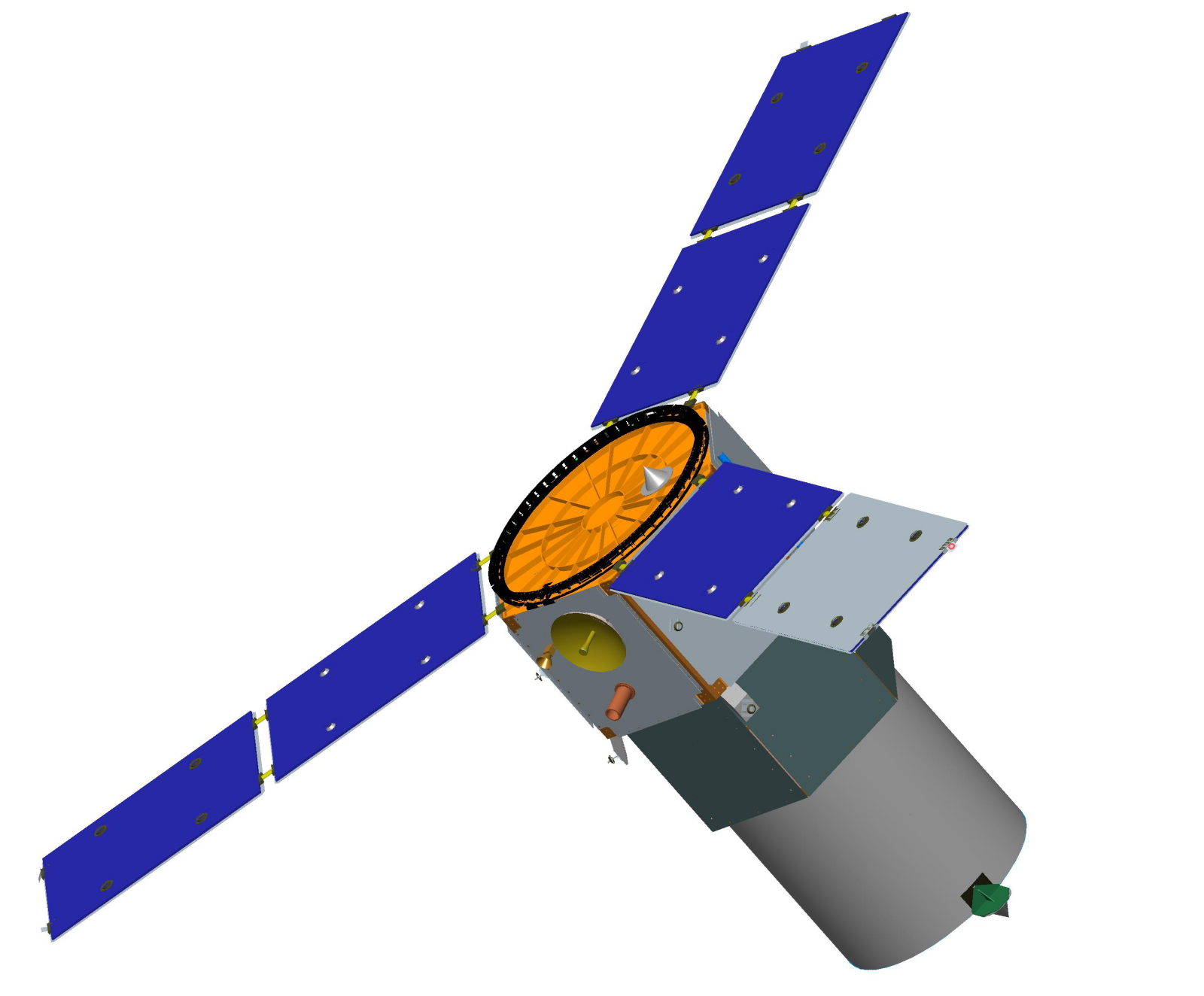
TacSat 3

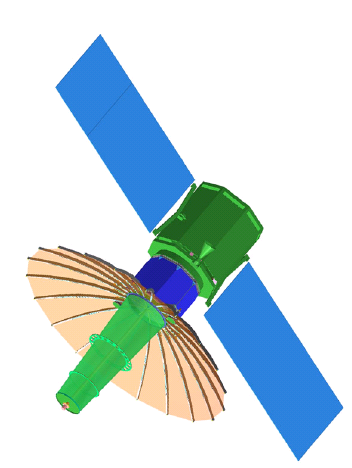
TacSat 4

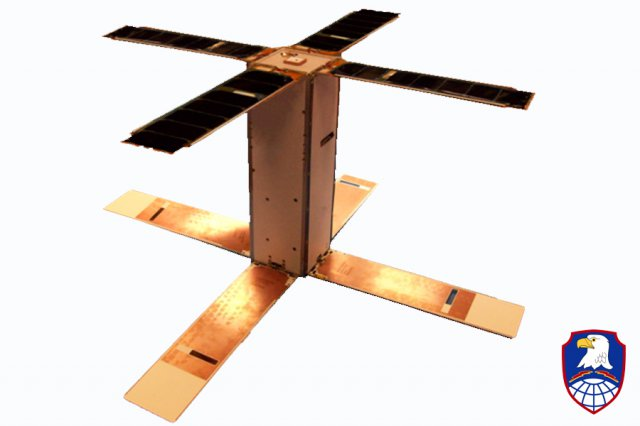
TacSat 6

Mit TacSat (Tactical Satellite; deutsch taktischer Satellit)  wird eine Reihe von US-amerikanischen Satelliten bezeichnet, die vom Office of Force Transformation (OFT) des US-amerikanischen Verteidigungsministeriums initiiert wurde.

## Das TacSat-Programm
Das TacSat-Programm, welches auf Betreiben der U.S. Air Force und des OFT ins Leben gerufen wurde, sollte eine Lücke im militärischen Satellitenbereich schließen. Die vorherigen Satellitenprogramme brauchen eine lange Zeit zwischen dem Projektstart und dem Einsatz, inklusive langer Zeiten im Orbit. Außerdem waren sie extrem kostenintensiv.
Dieses Programm sollte eine Reihe von Standardsatelliten zur Verfügung stellen, die inklusive Start maximal 15 Millionen Dollar kosten sollten und innerhalb weniger Tage, maximal einer Woche, nach der Entscheidung zum Start zur Verfügung stehen. Dies ist aufgrund der weltweiten Einsätze des US-Militärs und der vom OFT angestrebten extrem starken Vernetzung der Truppenteile auch zwingend notwendig, wenn die neuen Gefechtsdoktrinen auch im kurzfristigen Kampfeinsatz angewendet werden sollen.

## Die einzelnen Satelliten

### TacSat 1
TacSat 1 – nicht zu verwechseln mit dem gleichnamigen US-Militärsatelliten aus dem Jahr 1969 – war ein 110 kg schwerer Mikrosatellit mit einer Infrarot-Kamera und einer niedrig auflösenden Farbkamera. TacSat 1 wurde aus überzähligen Satellitenstrukturen des Orbcomm-Programms gebaut. Der Satellit sollte 2007 mit der Falcon-1-Rakete von SpaceX gestartet werden. Aufgrund der Verzögerungen im Trägerraketenprogramm wurde TacSat 2 vor TacSat 1 gestartet, was Letzteren obsolet machte. Ein Start ist nicht mehr geplant.

### TacSat 2
Dieser Satellit hat eine Masse von 370 kg und ist mit einer hochauflösenden Farbkamera des Air Force Research Laboratory ausgerüstet. Der auch als Roadrunner bezeichnete TacSat 2 wurde am 16. Dezember 2006 auf einer Minotaur-1-Rakete vom Mid-Atlantic Regional Spaceport gestartet und auf eine erdnahe Umlaufbahn von 370 km Höhe gebracht. Er verglühte am 5. Februar 2011.
Weitere Experimentalnutzlasten:
- Inertial Stellar Compass-Sternsensor, der im Rahmen des New Millennium Programs der NASA entwickelt wurde[3], als Teil des ADCS-Systems des Satelliten.
- Hochauflösender Multispektral-Linienscanner (Pushbroom) mit 6144 Pixeln und einem Schwad von 5 km.
- SIGINT-Software-Defined-Radio-Empfänger mit elf Antennen, kombiniert mit einem 50-cm-Teleskop zur Detektion und Lokalisierung von RF-Signalquellen, unter anderem auch AIS- und Mobilfunksignale.
- Sicherer Datenlink mit 274 Mbps (Downlink) und 0,2 Mbps (Uplink).
- FPGA-basierte schnelle Bildverarbeitungshardware.
- HET-Ionenantrieb; Daten: 200 W, 12 mN, 0,1×0,1×0,1 m³, 1 kg.
- GPS-Empfänger mit eigener Ionosphärenbeobachtung
- Einheit zur Analyse der Atmosphäre in der Umlaufbahn.
- Testeinheit zur Dämpfung von Vibrationen.
- kostenarme Dünnschicht-Solarzellen.
- Rechnereinheit zur autonomen Steuerung des Satelliten.

### TacSat 3
Dieser hyperspektrale Erdbeobachtungssatellit wurde in Kooperation zwischen den Forschungslaboren der U.S. Air Force, der US Army und der US Navy zur zumindest teilweise wetterunabhängigen Aufklärung gebaut. TacSat 3 startete am 19. Mai 2009 auf einer Minotaur-1-Rakete und verglühte am 30. April 2012.

### TacSat 4
Dieser mit 450 kg am oberen Ende der TacSat-Linie liegende Kommunikationssatellit wurde mit dem National Reconnaissance Office zusammen entwickelt und am 27. September 2011 mit einer Minotaur-4 gestartet. Charakteristisch ist sein extrem elliptischer Orbit (HEO, highly elliptical orbit), der ähnlich den russischen Molnija-Satelliten eine lange Kontaktzeit für die taktischen Einsatzkräfte im Zielgebiet bietet. TacSat 4 wird auch als Com-X geführt und sollte als Basis für bis zu fünf weitere im Satellitenbus baugleiche Satelliten dienen.

### TacSat 5
Im Jahr 2009 veröffentlichte die Air Force eine Ausschreibung für die Entwicklung von TacSat 5, einem Technologiedemonstrator für „Plug-and-Play-Raumfahrzeugtechologie“. Das Projekt wurde anscheinend später aufgegeben.

### TacSat 6
TacSat 6 ist der bislang (Anfang 2021) letzte Satellit dieser Reihe. Es handelt sich um einen Cubesat im 3U-Format, mit dem Kommunikationstechnik für Nanosatelliten erprobt werden sollte. Der Satellit wurde am 6. Dezember 2013 zusammen mit weiteren Nutzlasten auf einer Atlas-V-Rakete gestartet.